# Francisco Lindor
Francisco Miguel Lindor Serrano mit Spitznamen Mr.Smile (* 14. November 1993 in Caguas, Puerto Rico) ist ein puerto-ricanischer Baseballspieler in der Major League Baseball. Er spielt auf der Position des Shortstop und steht aktuell bei den New York Mets unter Vertrag. Zuvor spielte er für die Cleveland Indians. Lindor ist der erste puerto-ricanische Shortstop, der den Gold Glove Award gewann. Zudem hält er den zum Zeitpunkt der Unterschrift drittgrößten Vertrag der Geschichte der MLB mit einem Gesamtvolumen von 341 Millionen US-Dollar.

## Werdegang
Lindor ist das Dritte von vier Kindern von Miguel Angel Lindor und Maria Serrano geboren. Im Alter von 12 Jahren zog er mit seiner Familie nach Florida, wo er in Montverde zur Schule ging und anschließend die Montverde Academy besuchte.
Beim MLB Draft 2011 wurde Lindor an achter Stelle in der ersten Runde von den Cleveland Indians gedraftet. Von 2011 bis 2015 war er in den Minor Leagues unter anderem in Niles, Eastlake, Akron, Zebulon und bei den Columbus Clippers.

### Cleveland Indians
Lindor debütierte am 14. Juni 2015 in der MLB. Bei der 1:8-Auswärtsniederlage gegen die Detroit Tigers wurde er im sechsten Inning eingewechselte und erzielte im Schlussinning seinen ersten Hit. Im Laufe der Spielzeit 2015 kam er insgesamt 99 mal zum Einsatz und belegte den zweiten Platz bei der Wahl zum Rookie of the Year in der American League. In seiner ersten vollen Saison 2016 überzeugte Lindor vor allem durch seine starke Defensivleistung, die ihm als erstem puerto-ricanischen Shortstop den Gold Glove Award sicherte. Zudem wurde er für das MLB All-Star Game 2016 nominiert.
In den Jahren 2017 und 2018 konnte Lindor sein Niveau halten und wurde jeweils sowohl zum ALL-Star Game eingeladen, als auch mit dem Silver Slugger Award ausgezeichnet. Zudem war er jeweils der Spieler mit den meisten Plate Apperances in der American League und 2018 mit 129 Runs der erfolgreichste Spieler in dieser Statistik. Nach einer wiederum konstant guten Saison 2019, an deren Ende der zweite Gold Glove stand, kam er in der aufgrund der COVID-19-Pandemie in den Vereinigten Staaten stark verkürzten Saison 2020 nicht an die Leistungen der Vorjahre heran. Sein Batting Average von .258 war der bis dato schwächste Wert seiner Karriere. Gleiches galt für On-Base Percentage und On-Base plus Slugging.

### New York Mets
Lindor wurde vor der Saison 2021 im Tausch mit Amed Rosario, Andrés Giménez und den beiden Talenten Josh Wolf und Isaiah Greene zu den New York Mets getradet. Im März 2021 einigten sich die Mets mit Lindor auf eine Vertragsverlängerung um 10 Jahre bis 2031 mit einem Volumen von 341 Millionen US-Dollar. Nach Mike Trout und Mookie Betts hält Lindor damit den zum Zeitpunkt der Unterschrift, auf das Gesamtvolumen bezogen, drittgrößten Vertrag der MLB-Geschichte.